# Akcesorický minerál

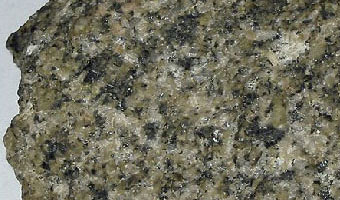
Tonalit ze Sihly s akcesorickým titanitem

Akcesorický minerál je minerál, který se nachází v hornině v nepatrném množství (obvykle pod 1 %). Podle jiných zdrojů může jejich obsah činit až 4 %. Proto obsah akcesorických minerálů nemá žádný vliv na chemismus ani označení horniny. Většinou jde o vyjádření minerálního složení vyvřelých hornin. Jde o minerály, které obsahují tzv. „nekompaktabilní prvky“ (jako bor, fosfor, titan, prvky vzácných zemin, lanthanoidy – mineralogicky apatit, monazit, titanit, xenotim, magnetit, pyrit a jiné), tedy ty, které při krystalizaci magmatu zůstávají v tavenině. Jejich výsledný obsah ve ztuhlé hornině je proto velmi malý.
Zbytková tavenina následně krystalizuje jako pegmatitová žíla (zde již ovšem obsah daných minerálů není akcesorický, čili pojem akcesorický minerál není obecný, protože v jednom typu horniny se může určitý minerál vyskytovat v nepatrném množství, zatímco v jiné tvoří její podstatnou část).